# Кречмер, Роберт

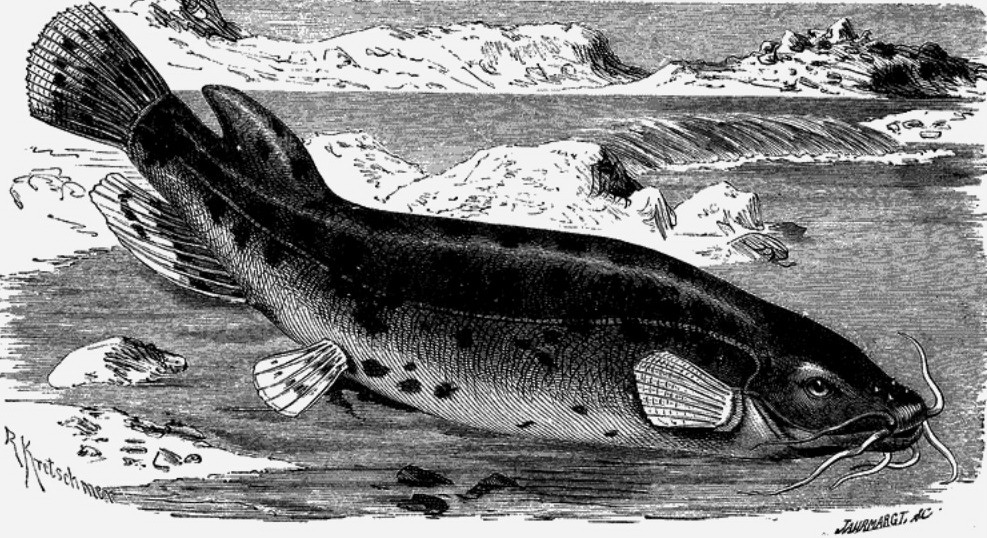
Электрический сом

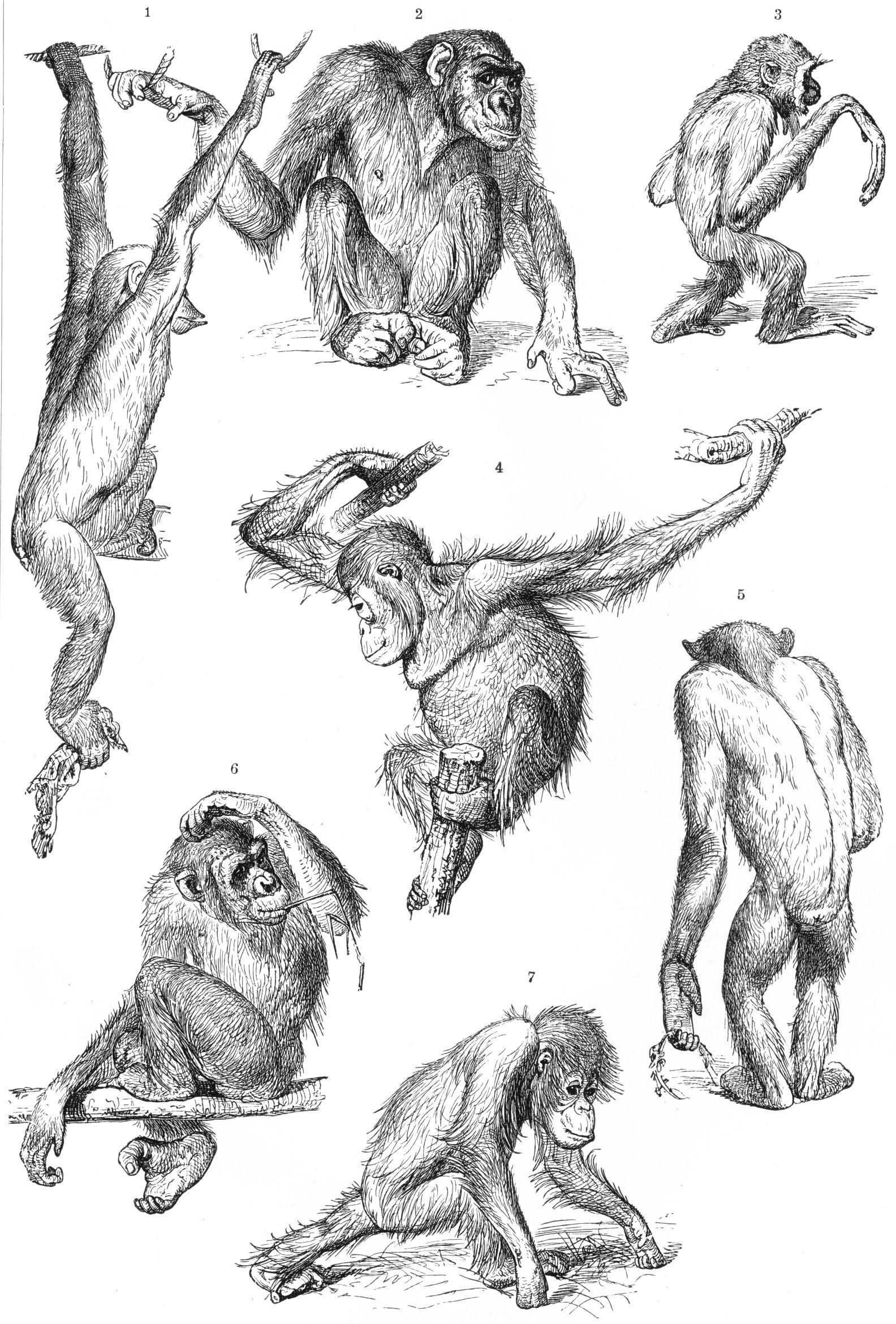
Эскизы приматов

Роберт Кречмер (нем. Robert Kretschmer; 29 января 1818, Свидница, — 25 мая 1872, Лейпциг)— немецкий художник и иллюстратор.

## Биография
Роберт Кречмер учился в Берлинской академии художеств, в начале 1849 года был художественным руководителем газеты de:Illustrirte Zeitung в Лейпциге и поступил в 1857 году там же в литографический институт И. Г. Баха. Он всё больше и больше обращался к изучению фауны и флоры, сопровождал в 1862 году герцога Саксен-Кобург-Гота Эрнста II в Египет, проиллюстрировал его туристическое произведение (Лейпциг, 1861), также снабжал рисунками научные книги (например, «Животноводство» Сеттегаста) и журналы. Его главным произведением считаются выполненные иллюстрации к книге Альфреда Брема «Жизнь животных», в которой он поднял естественнонаучную иллюстрацию на более высокую ступень.